# Beauty Nazmun Nahar
Beauty Nazmun Nahar (teilweise auch gelistet als Nazmunnahar; * 1. Januar 1984) ist eine bangladeschische Leichtathletin. Sie ist spezialisiert auf Sprintstrecken.

## Werdegang
Beauty trainiert bei der Bangladesh Jute Mills Corporation. 2008 war sie Mitglied des fünfköpfigen Teams von Bangladesch bei den Olympischen Sommerspielen in Peking. Dort schied sie im Sprint über 100 Meter mit 12,52 Sekunden als Achte ihres Vorlaufs aus. Ihre persönliche Bestleistung über 400 Meter flach beträgt 55,46 Sekunden, gelaufen in Islamabad am 5. April 2004. Beauty wurde am 19. April 2011 nationale Meisterin über die 100-Meter-Strecke im Bangabandhu National Stadium in 12,10 s.